# Zézé
José Gilson Rodriguez, ismert nevén Zézé, (Varginha, 1942. december 18. – 2006. május 31.) brazil labdarúgócsatár.